# Jean-François Bovard
Pour les articles homonymes, voir Bovard.
 (août 2024).
Jean-François Bovard, né le 3 avril 1948 à Lausanne et mort le 3 novembre 2003, est un musicien, compositeur et tromboniste vaudois.

## Biographie
Né le 3 avril 1948 à Lausanne, Jean-François Bovard commence la trompette à l'âge de 8 ans, instrument qui l'amène à la Fanfare des collèges lausannois. À quatorze ans, il commence l'étude du trombone classique au Conservatoire de Lausanne. En 1968, il joue avec l'Orchestre de chambre de Lausanne, le Quatuor de cuivres Saint-Jean et accompagne, entre autres, le chanteur et compositeur Pascal Auberson.
En 1981, Jean-François Bovard fonde, avec Léon Francioli, Daniel Bourquin et Olivier Clerc, le quartette BBFC qui participe durant dix ans à de nombreux festivals de jazz en Suisse et dans toute l'Europe. En 1990, il joue avec le Quintette Popolien créé par le contrebassiste Popol Lavanchy. Dès 1993, il crée plusieurs spectacles avec la Compagnie d'Eustache qui deviendra en 1997 le Bovard Orchestra, une formation pouvant réunir plus de trente musiciens. La même année, il crée avec Pascal Auberson et le Big Band de Lausanne le spectacle Big Bang au Festival de jazz de Montreux. En 1999, en compagnie de Jost Meier et Michel Hostettler, il est l'un des compositeurs de la Fête des Vignerons à Vevey. En 2001, il compose l'oratorio Écho d'Éole pour chœur mixte et orchestre sur un texte de Pierre Louis Péclat. En 2002, il reçoit la commande d'une composition pour l'ouverture de Exposition nationale suisse de 2002 ainsi qu'une suite musicale pour harmonie jouée par plus de mille exécutants lors de la Journée vaudoise de l'exposition à Yverdon-les-Bains. Il anime également un atelier à l'École de jazz et de musique actuelle de Lausanne.
Lauréat du Prix des jeunes créateurs de la Fondation vaudoise pour la promotion et la création artistiques en 1985 puis Lauréat du Grand prix de la musique de cette même fondation en 2001, Jean-François Bovard a signé des œuvres pour ensembles de cuivres, pour chœurs, pour orchestres symphoniques ou de jazz, des musiques de scène, de ballet ou de film. Jean-François Bovard décède le 4 novembre 2003 des suites d'un cancer.

## Sources
- « Jean-François Bovard », sur la base de données des personnalités vaudoises sur la plateforme « Patrinum » de la Bibliothèque cantonale et universitaire de Lausanne.
- Publications de et sur Jean-François Bovard dans le catalogue Helveticat de la Bibliothèque nationale suisse
- 24 Heures, 2003/11/05, p. 3 avec plusieurs photographies, 2003/11/11 p. 27, 2005/04/09 p. 31
- Rapin, Jean-Jacques, "Jean-François Bovard ou l'accomplissement", in: Revue musicale de Suisse romande, No. 56/4, décembre 2003
- Jean-François Bovard, musicien : témoignages et photographies. Suivis d'un catalogue de ses œuvres, par Jean-Louis Matthey et Jacques Beaud, Lausanne, Éditions d'en bas, 2005
- Jean-François Bovard : définitivement libre par Christian Jacot-Descombes, in L'Hebdo, 6 novembre 2003